# Hallstein Bøgseth
Hallstein Bøgseth (* 8. Juli 1954 in Levanger) ist ein ehemaliger norwegischer Nordischer Kombinierer.
Seinen ersten internationalen Wettkampf bestritt Bøgseth mit dem Start im Einzel bei den Olympischen Winterspielen 1980 in Lake Placid. Dort erreichte er nach einem 19. Platz im Langlauf und einem 8. Platz im Skispringen den 11. Platz. Am 22. Februar 1982 startete er in der 3 × 10-km-Staffel bei den Nordischen Skiweltmeisterschaften 1982 in Oslo. Gemeinsam mit Espen Andersen und Tom Sandberg gewann er dabei hinter der Mannschaft aus der DDR und punktgleich mit Finnland die Silbermedaille. Am 7. Januar 1984 gab er sein Debüt im Weltcup und erreichte in Schonach im Schwarzwald den 12. Platz. Bei den Olympischen Winterspielen 1984 in Sarajevo erreichte er erneut wie auch schon 1980 den 11. Platz. Kurz darauf konnte er mit der Staffel bei den Weltmeisterschaften die Goldmedaille gewinnen. Am 15. Dezember 1984 gelang Bøgseth in Planica erstmals mit einem 3. Platz der Sprung aufs Podest in einem Weltcup-Rennen. Nachdem er mit der Staffel bei den Weltmeisterschaften 1985 erneut Silber gewonnen hatte, konnte er am 14. März 1986 in Oslo sein erstes und einziges Weltcup-Rennen gewinnen. Am Ende der Saison 1985/86 stand er wie auch schon 1984/85 auf dem 4. Platz der Weltcup-Gesamtwertung. Bei den Olympischen Winterspielen 1988 in Calgary kam er im Einzel auf den 23. Platz und verpasste mit dem Team die Medaillenränge mit Platz vier nur knapp. Nach dem Ende der Saison 1987/88 beendete Bøgseth seine internationale Karriere.